# ロシアンモンキー
ロシアンモンキーは、かつて吉本興業東京本社（東京吉本）に所属していた日本のお笑いコンビ。

## メンバー
川口 清行（かわぐち きよゆき、1977年9月25日 - ） ツッコミ担当。
- 大阪府四條畷市出身。
- 身長170cm、体重70kg。血液型A型。
- 小学校からリトルリーグで野球をやっていた。私立東海大学府付属仰星高校では野球部副主将を務めており、主にランナーコーチをしていた。ポジションは投手。
- 山本圭壱（極楽とんぼ）の草野球チーム「TEAM神様」に所属していた。
- 非常に器用な性格で人付き合いもうまいため「芸人じゃない方が売れていた」とまで言われた。
- コンビで会議を行っている際に、本気でSMAPに入りたいと言い出したことがある。相方・すーなかが理由を聞いてみると「SMAPにいることで最低限のおこぼれがもらえるから」。
- 『ぐるぐるナインティナイン』（日本テレビ）のコーナー「おもしろ荘へいらっしゃい!」出演の際には、矢部浩之（ナインティナイン）の噂話をするのが恒例となっていた。
- 房野史典（ブロードキャスト!!）と「やさしいお兄さんズ」というユニットを組んでおり、イベントなども行っていた。また自身のブログでは房野のことを「芸人の中の親友」と述べた。
- イシバシハザマのシチサンLIVEにて、彼女と別れるたびに引越しすることを暴露された。
- 小鳥を2羽飼っている。しかし中村英将（ゆったり感）によると、なぜかそれを隠していたらしい。
- 川口村という芸人仲間でのグループで、村長という肩書きを持っていた。村民は江崎峰典（ゆったり感）など。
- 2011年9月30日のばちーんんんLiveにて、ハザマ陽平（イシバシハザマ）に「カピバラ」と揶揄された。
- 解散後は芸能界を引退し、宅地建物取引士の資格を取得して名古屋市の不動産会社に勤務。地元のラジオ局『OH! MY MORNING!』（Radio NEO）のスポンサーコーナー「知りたい!賃貸ワンダーライフ リターンズ!」にパーソナリティとして出演した。

すーなか（旧芸名及び本名：中須 智一（なかす ともかず）、1978年3月6日 - ） ボケ（すーなか本人曰くホッケ）・ネタ原案担当
- 大阪府吹田市出身。
- 身長170cm、体重75kg。血液型B型。
- 既婚者で娘と息子が1人ずついる。そして恐妻家。
- 妻の実家に居候（所謂マスオさん状態）しており、義母（妻の母）に気に入られている。それをいいことに高額な時計の代金を義母に払わせた。
- 競艇が好き（後述）。結婚を目前に控えた頃、妻から活を入れられ軍資金を元手に結婚資金を稼いだ。
- 顔が広く芸人の中でも友人が多いようで、パンサーのシチサンライブでは菅良太郎（パンサー）に友達を紹介した。
- チーモンチョーチュウに大喜利の技術が非常に高いと言われた（LLRのシチサンライブにて）。
  - 菊地浩輔（チーモンチョーチュウ）曰く「面白くない答えでも（言い方などで）面白くしてしまう」らしい。同様に「スベった時も楽屋で自分で『今日スベったなー』と笑っている」とも述べた。
- 母親は小倉久寛の元カノ。
- 野球部時代のポジションは遊撃手。
- 出身中学校から講演の依頼が来たことがあったが、自分以外の講演者がUAとウルフルズだったため場違いではないかと感じ、辞退したと述べている。
- YUKI（元JUDY AND MARY）の大ファン。昔知り合いの知り合いを辿り、YUKIのいとこにまでたどり着いたことがある。
- 2015年2月2日のよしログで坂口真弓（元少年少女）とコンビを組むことを発表した。コンビ名は『怪獣』[1]。2019年から竹内健人（元ミルククラウン）が加わりトリオとなる[2][3][4]。
- 2022年12月31日をもって怪獣を解散し、吉本興業を退所して独立[5][6]。その後はボートレースタレントとして、主に桐生競艇場のYouTube配信番組でメインMCを務めている。

## 略歴
- 東海大学付属仰星高等学校の同級生で、同じ野球部所属。2つ上の学年に上原浩治（巨人）や建山義紀（日本ハム）が在籍、野球部では合宿などで先輩たちに漫才を披露していたという[7]。他に高校の同期には海本幸治郎（東京ヴェルディ）がいる。
- その後、2人で東海大学工学部に進学。「普通に就職をしたくなかった」という理由[7]で、2000年にお笑いコンビとして正式に結成し活動を始めた。すーなかは卒業するも川口は中退した。
- コンビ名は、NSCに入る時にすーなかが競艇の「モンキーターン」と付けようとしたものの、すでに先輩にいたためボツ。中須がミッシェル・ガン・エレファントが好きで「ロシアン・ハスキー」という曲がありそれにしようとしたが、シベリアンハスキー（かつてのアームストロングのコンビ名、現在は解散）がいてややこしいということで、2つ合わせて「ロシアンモンキー」にした。
- 結成当初は現在とボケ・ツッコミが逆だった。
- ネタはすーなかが基本的な部分を考え、そこから2人で作成する。
- パンクブーブー率いる芸人グループ・「華無会（はななしかい。実力はあるが容姿の点で損をしている芸人たちの集まり）」の一員であり、若頭的な存在。パンクブーブーからも可愛がられており、特に佐藤哲夫（パンクブーブー）のブログにしばしば登場している他、彼らがパーソナリティーを務めるラジオ番組『4ROOMS』（TOKYO FM）の第1回放送にてゲスト出演もしている。ロシアンモンキーも、M-1という芸人最大の栄誉を実力で勝ち取ったパンクブーブーを尊敬している様子。
- ダイノジ・トータルテンボス・LLRなど数々の芸人が、ロシアンモンキーがM-1グランプリ2006の前説を務めた際に前説とは思えないくらいの笑いを取り「笑いの量では決勝の中でも上3つくらいには入った」「POISON GIRL BANDの4倍はウケた」「優勝したチュートリアルよりウケた」などと述べている。大谷ノブ彦（ダイノジ）曰く「ロシアンモンキーが前説であまりにウケているため、モニターを見るために楽屋のザ・プラン9が全員立ち上がった」らしい。
- また、前説の前にファイナリストから「お前たちも打ち上げ来いよ」と誘われたが、行くべきでないと判断し参加しなかった（2010年12月26日よしもとオンラインより）。
- 大谷はブログ内でM-1グランプリ2009敗者復活戦の感想を「天狗とロシアンモンキー、あいつらの漫才を見たときに感動した。ちゃんと漫才と向き合ってきたんだなぁって」と語り、彼らを称賛している。ちなみに、もう一組名前が挙がっている天狗も華無会の一員。
- ウーマンラッシュアワーのシチサンライブより、数多くの番組の前説を行っていることから「関東の前説番長」とも言われている。
- 福田恵悟（LLR）曰く「結成から6年スベり続けたが、今はどこ行ってもウケる」らしい。また本ネタ以外の部分での技術も評価されており「ロシアンモンキーに華さえあれば売れていた」とも言われている。
- 『AGE AGE LIVE』が始まって以来、リニューアルするまでずっとB age所属であったためMr.B ageと言われていた。
- また同ライブにおいて、新鮮にネタをやりたいということで事前にネタ合わせを行わないらしい。しかし2009年8月11日の『AGE AGE LIVE』では川口がネタ合わせを何度かやりたがり、それでも本番では後半でネタを飛ばしてしまった。
- M-1グランプリ2009にて、初の準決勝進出を果たす。
- M-1グランプリ2010は準々決勝敗退。
- M-1グランプリ2010終了後のよしもとオンラインで、黒瀬純（パンクブーブー）は「もし、来年もM-1があったら、アームストロングとロシアンモンキーは決勝にいっていたと思う。」とコメントしている。
- 2014年、『 オサレもん』（フジテレビ）にて10月のライブを最後に川口が経済的な理由で引退を決意していたが、「THE MANZAI」で認定漫才師50組に選ばれたので引退時期を引き延ばした。
- 2014年12月1日、それぞれ自身のTwitterで2014年12月29日のライブをもって解散を発表。『THE MANZAI 2014』の認定漫才師50組に選ばれていたため解散を延期していたが決勝への進出が叶わなかったため、改めて解散した。

## 芸風
- 主に漫才。『ぐるぐるナインティナイン』出演時などでよく「ベテランの雰囲気がでている」「安定感がある」などといわれている。
- コントも頻繁に行い、特にロシアンモンキーのネタでも｢スパイダーおかん｣は鉄板のネタと言われている。AGE AGE LIVEで降格の危機に陥った際、このネタを披露して何度も1位を獲得したためロシアンモンキーを救っているネタでもある。

## 出演
- 爆笑オンエアバトル（NHK総合）戦績0勝1敗 最高209KB
- キャナガワ（テレビ神奈川）
- フジケン（EXエンタテイメント）
- 世界バリバリ★バリュー（毎日放送）
- アッコにおまかせ!（TBSテレビ）
- ぐるぐるナインティナイン（日本テレビ） - 「おもしろ荘」のコーナー
- ゼベック・オンライン（TOKYO MX、2005年1月17日）
- 爆笑ピンクカーペット（フジテレビ） - キャッチコピーは「お笑い孫悟空」
- 新春ホワイトカーペット（フジテレビ） - キャッチコピーは「お笑い孫悟空」
- お笑いメリーゴーランド（TBSテレビ）
- クギづけ 投稿動画ハイスクール（日本テレビ）
- リンカーン（TBSテレビ、2008年3月4日）
- 所さんの学校では教えてくれないそこんトコロ!（テレビ東京、2008年3月7日）
- みちのくインパルス（秋田テレビ）
- 笑いの祭典 ゴールドステージ!!（日本テレビ）
- 平成ノブシコブシの破天荒ダメだし!（GyaOジョッキー）中須のみ
- U・LA・LA@7（TOKYO MX、2009年3月3日） - 「よしもとうららちゃん」コーナー
- 音笑!MMM（日本テレビ、2009年3月10日）
- オリエンタルラジオのマンガの日（ヤフー、2009年8月7日）
- 行列のできる法律相談所（日本テレビ、2009年11月22日）
- 笑う妖精（テレビ朝日、2010年2月21日）川口のみ
- オンバト+（NHK総合）戦績1勝1敗 最高505KB

## PV出演
- SOFFet「Answer」（2007年7月18日発売）